# 秩父鉄道7000系電車

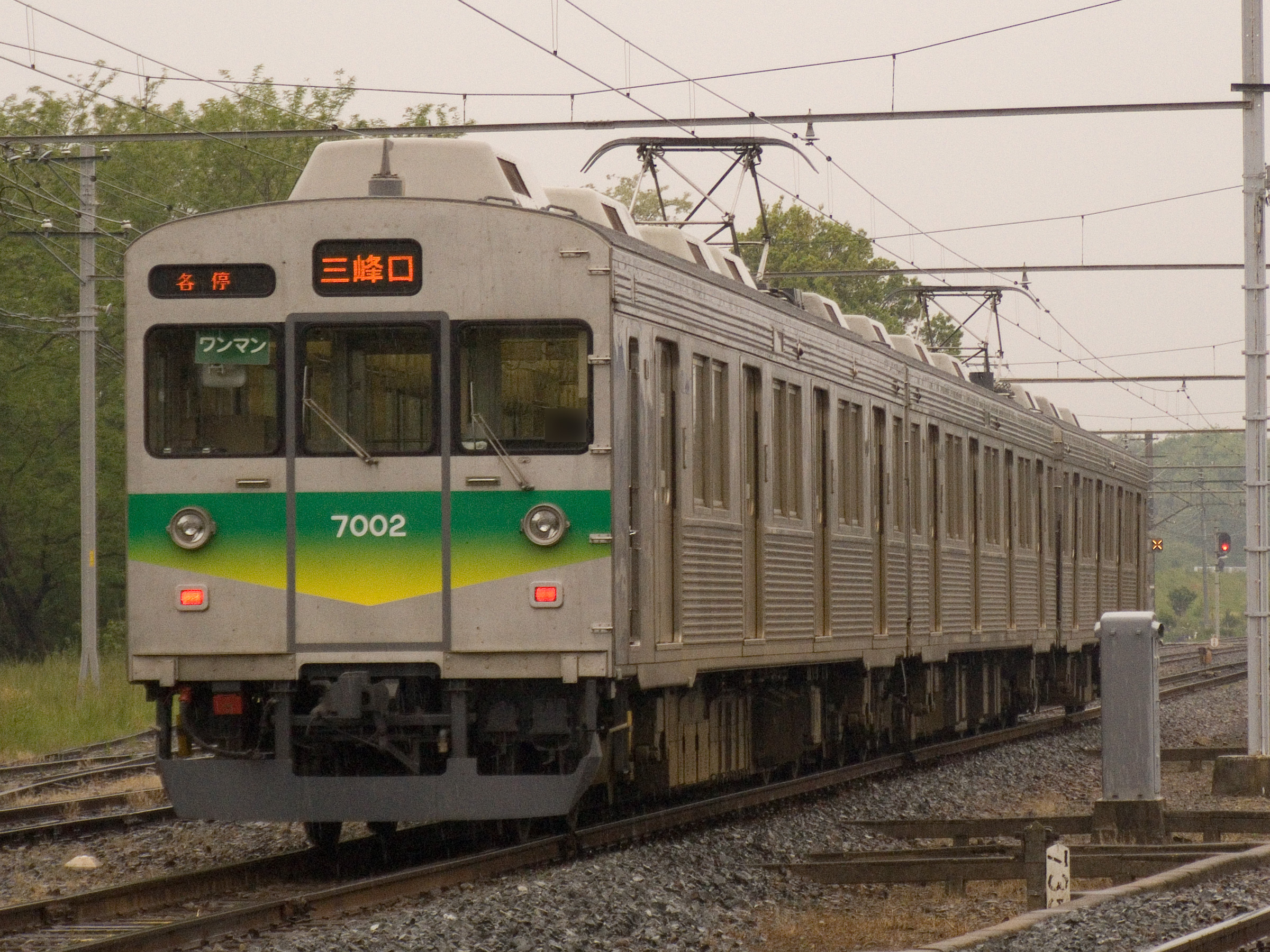
7002号編成の先頭車は中間車を改造した車両となる（2009年5月）

秩父鉄道7000系電車（ちちぶてつどう7000けいでんしゃ）は、秩父鉄道の通勤形電車。東京急行電鉄（現：東急電鉄）から8500系電車を譲受した車両である。

## 概要
老朽化した1000系電車の置き換えのため、東急8500系を秩父鉄道で運用するに当たって羽生方からM1c（制御電動車） - T（付随車） - M2c（制御電動車）の3両編成としたものである。ただし、7002号編成の先頭車は中間電動車からの改造車で、おおむねオリジナル先頭車と同様の形状である。
東急からの提供車両が8090系に変更されたため、当形式は3両編成2本6両のみの導入となり、以降の増備は7500系・7800系に移行した。

## 構造

### 走行装置
三峰口方先頭車のデハ7200形（元・デハ8600・8800形）にはパンタグラフを新設したため、冷房装置を1基撤去した。そのため、冷房能力はサハ7100形（元・サハ8900形）およびデハ7000形（元・デハ8500・8700形）の36,000kcal/hに対して27,000kcal/hに減少している。
秩父鉄道の電車としては初の界磁チョッパ制御方式で、電気指令式ブレーキを装備した電車である。なお、2000系でも実績がある回生ブレーキ機能はそのまま問題なく使用している。

### 内装
全長20m、側扉は両開き4扉、座席はロングシートである点は東急時代からの変更はないが、客用扉にはドア開閉ボタンが設置されている。
バリアフリー対応として、車椅子スペースを設置したほか、ドアチャイムとドア開閉表示灯・LED式車内案内表示器も設置した。床は滑りにくい材質としている。また、自動放送装置には秩父鉄道で初の英語放送も採用し、車掌乗務時にも使用される。

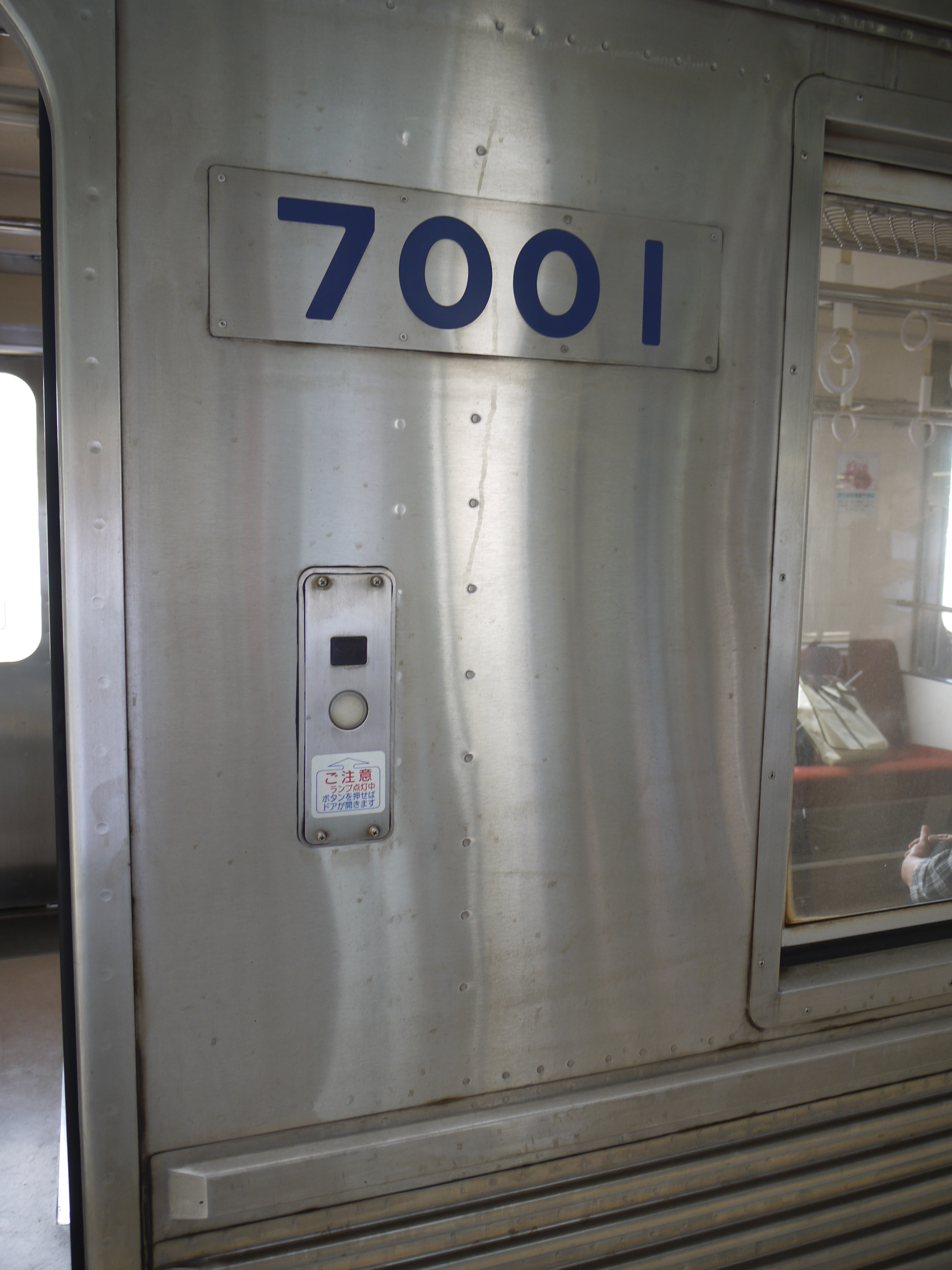
追加されたドアの押しボタン（2011年7月）
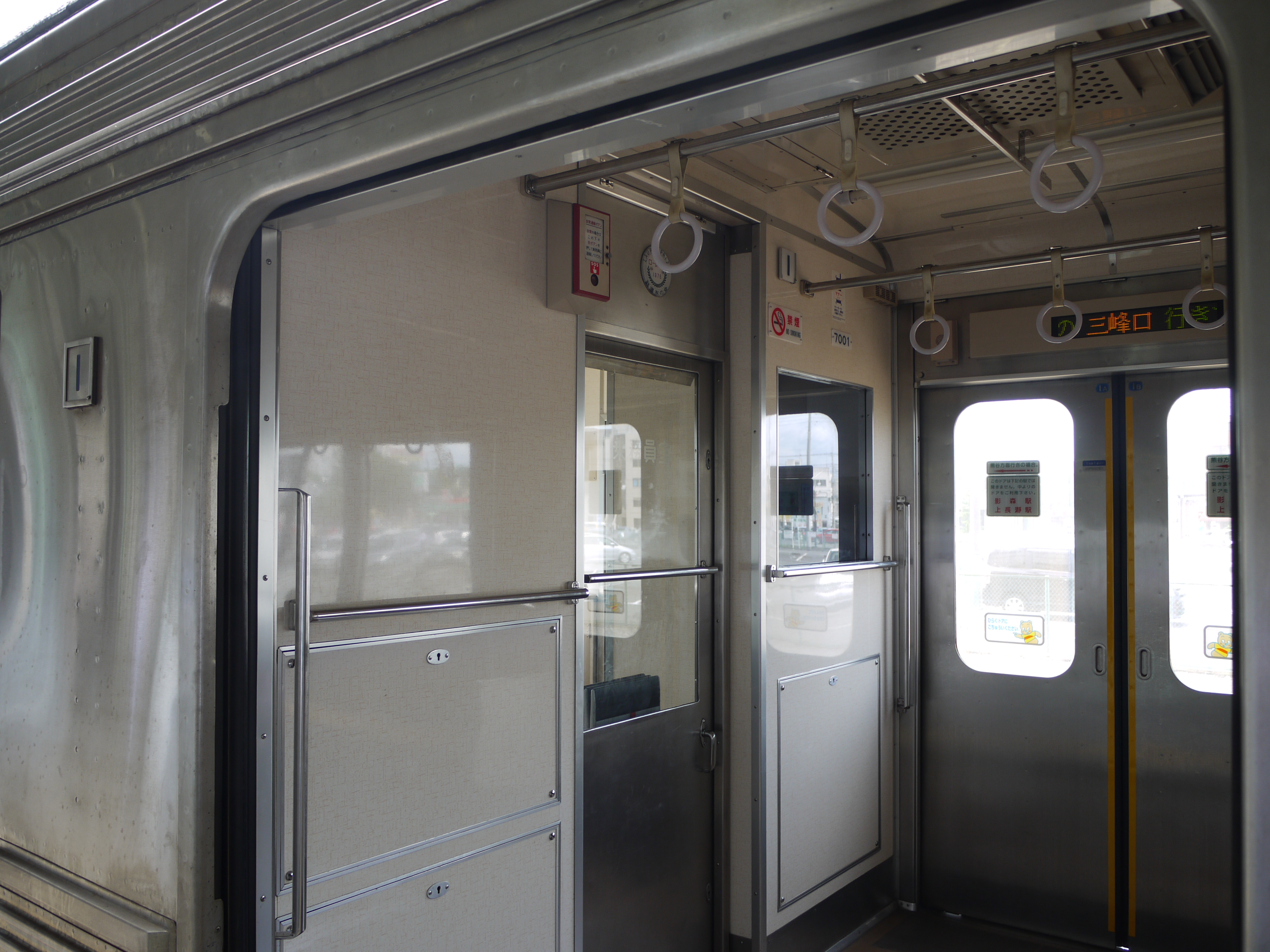
車内の様子 追加された車内案内表示器が見える（2011年7月）

## 編成表
|            | ←羽生三峰口→ |              |              |
| 7001号編成 | デハ7001◇    | サハ7101     | ◇デハ7201    |
| 7001号編成 | （デハ8509） | （サハ8950） | （デハ8609） |
| 7002号編成 | デハ7002◇    | サハ7102     | ◇デハ7202    |
| 7002号編成 | （デハ8709） | （サハ8926） | （デハ8809） |

括弧内は東急時代の旧車両番号である。
また、デハ8745・8830の2両が部品供給車として同時に譲渡されている。
◇はパンタグラフの位置と形状を表す。

## ラッピング
2009年3月30日から営業運転を開始した7001号編成は、同日放送を開始した連続テレビ小説『つばさ』のラッピングが、しばらくの間施されていた。
2012年10月8日から2013年1月6日まで、本形式1編成が映画『のぼうの城』公開を記念し、同作品と行田市の観光ビジュアルをラッピングした「行田市観光ラッピング電車」として運行された。